# Devin Hutchinson
Devin Hutchinson (Charlotte, Carolina del Norte; 9 de julio de 1996) es un jugador de baloncesto estadounidense que mide 1,96 metros y juega en la posición de escolta. Actualmente pertenece a la plantilla del Oviedo Club Baloncesto de la Primera FEB.

## Trayectoria
Stuckman es un escolta formado en el Brunswick Community College con el que disputó la JUCO desde 2016 a 2018, antes de ingresar en la Universidad de Radford, institución académica ubicada en Radford, Virginia, donde estuvo durante dos temporadas disputando la NCAA con los Radford Highlanders, desde 2018 a 2020. 
Tras no ser drafteado en 2020, disputa la liga semiprofesional norteamericana TBL.
En la temporada 2022-23, llega por primera vez a Europa donde disputó la liga Armenia en el New Bayazet Basketball Club. 
En la temporada 2023-24, firma por el Delikatesas Joniskis de la Nacionalinė krepšinio lyga, la segunda división lituana. En la temporada 2022-23, disputa 20 partidos y 28 minutos de juego en los que promedia 12,5 puntos por partido y 5,6 rebotes.
El 8 de julio de 2024, firma por el Oviedo Club Baloncesto de la Liga LEB Oro.